# Bedřich Barták
Bedřich Barták (27. září 1924 Plzeň – 20. března 1991 Praha) byl český malíř, divadelní kostýmní výtvarník a scénograf, grafik a restaurátor, politický vězeň komunistického režimu.

## Život
Bedřich Barták se narodil v Plzni jako syn Antonína Bartáka, dirigenta a šéfa opery Divadla J. K. Tyla v Plzni a Marie, roz. Görgové. Matčina rodina provozovala právovárečnou hospodu „U Görgů“, kde se pravidelně setkávaly význačné osobnosti plzeňského kulturního života. V Plzni do roku 1941 vychodil základní školu a absolvoval čtyři ročníky reálného a dva ročníky klasického gymnasia. Pro své výrazné výtvarné nadání pak zamířil na Státní grafickou školu v Praze, kde studoval u profesora Rubeše v oddělení speciálního kreslení. V roce 1943, koncem druhého ročníku, byl totálně nasazen jako pomocný dělník – v letech 1943–44 v ČKD Karlín Praha, a pak od ledna do května 1945 ve Škodových závodech Plzeň. Po válce byl přijat na Vysokou školu uměleckoprůmyslovou v Praze do oddělení ručního tisku na látku k prof. Aloisi Fišárkovi. Po druhém ročníku Bedřich Barták složil zkoušky i na Akademii múzických umění v Praze, kde chtěl studovat jevištní výtvarnictví u prof. Františka Tröstera. Protože však profesor Tröster nakonec nepřednášel, dal přednost dokončení školy uměleckoprůmyslové, kde studoval v letech 1945–50 u prof. Josefa Nováka v oddělení výstavnictví. V letech 1947–48 se Bedřich Barták v Divadle J. K. Tyla v Plzni podílel jako scénograf na osmi inscenacích. Od února 1949 do září 1950 působil jako grafik v Gramofonových závodech Praha a přímo se výtvarně podílel na aranžmá pro gramofonové závody na jarních Plzeňských výstavních trzích v roce 1949. Spolupodílel se na vytvoření Divadla hudby v Praze, které bylo pro veřejnost otevřeno v říjnu 1949. V té době také vytvořil logo Supraphonu – lva s lyrou.
Koncem září 1950, těsně před složením poslední zkoušky na Vysoké škole uměleckoprůmyslové, byl zatčen a odsouzen na 12 let odnětí svobody za velezradu. Provinil se tím, že ve svém plzeňském bytě nechal přespat své dva kolegy z Prahy, kteří si naplánovali útěk na Západ. Jejich záměr byl však Státní bezpečností odhalen a oni vypovídali i o svém posledním noclehu. Většinu z 10 let až do svého propuštění na amnestii v roce 1960 strávil v jáchymovských uranových dolech. Během uvěznění mu zemřeli oba rodiče. Ještě před propuštěním poznal z dopisů i při občasných návštěvách svou budoucí ženu Annu, roz. Hartlovou, která studovala zpěv u jeho otce. Jejich manželství trvalo až do roku 1983, kdy Anna Bartáková zemřela.
Po propuštění nejprve přijal zaměstnání jako stavěč kulis v Divadle E. F. Buriana v Praze, dále se živil jako pomocný aranžér obchodních domů Vývoj Praha (1960–61), pracoval jako písmomalíř v družstvu Stavba Teplice v Čechách (1961–67), jako výtvarník v národním podniku Pramen – potraviny Teplice (1970–72) a v propagačním oddělení komunálních služeb Teplice (1972–75), účastnil se výtvarné spolupráce pro časopis Revue Teplice a ilustroval humoristické povídky na literární dvoustraně víkendových vydání severočeského deníku Průboj. V roce 1968 patřil ke spoluzakladatelům Klubu bývalých politických vězňů K 231 v Teplicích. Dále pracoval jako grafik pro Československou plavbu labsko-oderskou (ČSPLO) a výtvarně spolupracoval se Severočeským symfonickým orchestrem. Postupně navázal uměleckou spolupráci s různými divadly, např. s Krušnohorským divadlem v Teplicích, s Divadlem Zdeňka Nejedlého v Ústí nad Labem, s divadly v Olomouci, v Opavě, v Pardubicích, v Českých Budějovicích, v Brně, v Prešově, a také s pražským Divadlem hudby a Divadlem v Karlíně a Nuslích a během šedesátých let i několikrát hostoval v plzeňském divadle. V únoru 1974 byl Městským soudem v Praze částečně rehabilitován a v roce 1975 nastoupil jako scénograf a kostýmní výtvarník do Divadla J. K. Tyla v Plzni. Na plzeňské divadelní scéně, ve které mohl naplno rozvinout své výtvarné a umělecké cítění, od té doby spoluvytvořil více než 175 inscenací. Při hostování opery J.K.Tyla v Plzni byly kostýmy Bedřicha Bartáka prezentovány i ve Smetanově divadle v Praze.
Po úspěchu výstav ve Zrenjaninu a Frankfurtu nad Mohanem působil v roce 1969 v grafickém ateliéru Blacha + Seifert v německém Offenbachu. Před narozením dcery Anny se v prosinci 1969 vrátil do Československa.
Bedřich Barták byl soudně kompletně rehabilitován v r. 1990. Zemřel 20. března 1991 v motolské nemocnici v Praze po dlouhé a těžké nemoci.

## Dílo
Vzhledem ke svému kádrovému profilu Bedřich Barták nebyl členem Svazu československých výtvarných umělců a možnosti jeho profesního uplatnění v totalitním Československu tak byly značně omezené, zejména pokud jde o pořádání oficiálních výstav. Přesto bylo několik autorských výstav uskutečněno (viz seznam níže).
Kromě divadelní tvorby, grafiky a malby se Bedřich Barták věnoval i restaurování interiérů a tvorbě nástěnných maleb v kostelech a kaplích v Čechách, na Moravě i na Slovensku (viz seznam níže).

### Výstavy
- 1945: 11. listopadu – 2. prosince: Výstava studentů výtvarníků – Uměleckoprůmyslové museum: Bedřich Barták, kresba č.5 – Clown
- 1949: 30. dubna – 8. května: Plzeňské výstavní trhy – aranžérské a výtvarnické práce pod hlavičkou Gramofonových závodů Praha
- 1949: 14. října: Otevření Divadla hudby v Opletalově ulici v Praze
- 1960: listopad – prosinec: Mezinárodní výstava politického plakátu, Výstavní síň ÚLUV, Národní třída 36, Praha I, plakát Bedřicha Bartáka: Československý mírový plakát vystaven pod číslem 110 v Praze, poté vystaven i na Mezinárodních výstavách politického plakátu v Brně a v Bratislavě
- 1966: Výstava: Divadelní grafika v Teplicích
- 1968: 24. listopadu – 30. prosince: Výstava kostýmních návrhů: Sovremena galerija umeničke kolonie Ečka, Zrenjanin, Jugoslávie
- 1969: 26. ledna – 15. února: Výstava: Grafika, Mala galerija umeničke kolonie Ečka, Zrenjanin, Jugoslávie
- 1969: Samostatná výstava divadelního plakátu, Frankfurt nad Mohanem, Spolková republika Německo
- 1976: Výstava: Divadelní grafika, Divadlo J. K. Tyla v Plzni
- 1979: 1. června – 1. července: Pražské quadriennale, Praha[16]
- 1977: 23. října – 20. listopadu: Výstava české scénografie v Opavě[16]
- 1981: 17. října – 3. ledna 1982: Výstava české scénografie v Opavě[16]
- 1986: 8. – 22. října: Výstava české scénografie v Praze, III. národní přehlídka, Výstavní síň ÚLUV, Národní třída 36, Praha[17]
- 1989: 5. – 19. března: 5 a 5: Výstava neprofesionální výtvarné tvorby výtvarníků z Hradce Králové a jejich hostů. Okresní kulturní středisko Hradec Králové, Hradec Králové
- 1990: Výstava: Útěky z kriminálu, Divadlo J. K. Tyla v Plzni (poslední výstava s osobní účastí Bedřicha Bartáka)
- 1992: 27. května – 21. června: Výstava: Výběr z díla, Galerie Jiřího Trnky, Plzeň
- 2009: 5. – 31. října: Výstava: Výběr z celoživotní tvorby, Galerie Azyl, Plzeň[18]
- 2012: 8. července – 23. září: Výstava: Scenérie českého venkova a měst, galerie zámku Kácov[19]
- 2012: 27. září – 26. října: Výstava: Výběr z celoživotní tvorby, galerie Šatlava, Český Brod[20]
- 2013: 25. února – 8. března: Výstava Umění v nesvobodě, Festival Mene Tekel 2013, galerie Karolinum, Praha[21][22][23][24]
- 2013: 6. července – 14. září: Výstava: Koně Bedřicha Bartáka, galerie zámku Kácov[25]
- 2013: 21. září – 15. listopadu: Výstava: Obrazy – Výběr z díla, Muzeum Dr. Hostaše, Klatovy[26][27]
- 2014: 10. srpna – 15. října: Výstava: Výběr z divadelní tvorby, galerie zámku Kácov[28][29][30][31]
- 2015: 2. července – 17. října: Výstava: Výběr ze zahraniční tvorby, galerie zámku Kácov
- 2016: 20. března – 12. června: Výstava: Výběr z díla k 25. výročí úmrtí, Muzeum Dr. Hostaše, Klatovy[32][33]
- 2016: 7. srpna – 1. října: Výstava: Výběr z divadelní tvorby, galerie zámku Kácov
- 2016: 15. října – 10. ledna 2017: Výstava: Evžen Oněgin očima Bedřicha Bartáka, foyer Velkého Divadla Josefa Kajetána Tyla v Plzni[34][35][36]
- 2017: 16. června – 11. září: Výstava: Výběr z díla, galerie zámku v Ratajích nad Sázavou[37]
- 2017: 25. září – 14. ledna 2018: Výstava: Útěky z nesvobody, foyer Malé scény Divadla Josefa Kajetána Tyla v Plzni[38] – výstava tematicky navazující na projekt Západočeské galerie v Plzni: Tenkrát v Evropě - Čeští umělci v totalitních režimech 1938–1953, Výstavní síň Masné Krámy: 22. září 2017 – 21. ledna 2018[39][40][41]
- 2021: 27. března – 8. ledna 2022: Výstava: Koně Bedřicha Bartáka jako vzpomínka k 30. výročí umělcova úmrtí ve foyer Malé scény Divadla J. K. Tyla v Plzni[42]
- 2024: 5. září – 25. listopadu: Bedřich Barták: Výstava divadelních plakátů k nedožitému 100. výročí umělcova narození ve foyer Nové scény Divadla J.K.Tyla v Plzni[43][44][45]

### Restaurování interiérů sakrálních staveb, nástěnné malby
- Brumov-Bylnice, kostel sv. Václava
- Sačurov u Ťoplé u Vranova, kostel Panny Marie
- Sedloňov v Orlických horách, kostel Všech svatých
- Bystré v Orlických horách, kostel sv. Bartoloměje, kaple sv. Jana Nepomuckého[46][47]
- Ohnišov, kostel sv. Cyrila a Metoděje
- Hluky, kaple Panny Marie Královny
- Sudín, kaple sv. Anny
- Studnice u Náchoda, kostel sv. Jana Nepomuckého
- Kostelní Vydří, kostel Panny Marie Karmelitánské
- Brandýs nad Orlicí, kostel Nanebevstoupení Páně, kostel sv. Jiří
- Dušejov, kostel sv. Bartoloměje[48]
- Veselá u Horní Cerekve, kostel sv. Jakuba

## Ocenění
- Dne 24. února 2019 byl Bedřich Barták ve Vinohradském divadle v Praze vyznamenán Ministerstvem kultury České republiky[49][50] ve spolupráci s projektem Mene Tekel[51][52] titulem Rytíř české kultury in memoriam.[53][54]
- Osobnost i dílo Bedřicha Bartáka bylo připomenuto na několika výstavách[55] i ve vzpomínkách jeho uměleckých kolegů[56][57]
- Nástěnné malby a restaurátorské práce Bedřicha Bartáka v sakrálních stavbách byly připomenuty během Noci kostelů dne 24. května 2019 v kostele sv. Jana Nepomuckého ve Studnici u Náchoda.[58][59] a dne 27. července 2019 při pouti od kapličky sv. Anny v Sudíně do kaple sv. Kříže v Bačetíně, kde proběhla mše v doprovodu hudebního souboru Schola z Nového Hrádku.[60]
- Divadelní práce Bedřicha Bartáka byla i po jeho úmrtí připomenuta několika představeními nejen v České republice, ale i v zahraničí, např. kostýmy Bedřicha Bartáka z opery Rusalka byly prezentovány při vystoupení Podkarpatské filharmonie v polském Řešově v březnu 2019.[61]